# Rancid
Rancid — калифорнийская панк-рок-группа, основанная в 1991 году в Олбани Мэтом Фрименом и Тимом Армстронгом (бывшие музыканты Operation Ivy). Rancid стали наиболее видными представителями панк-рока 90-х, наряду с The Offspring и Green Day. Группе принёс крупный успех уже второй альбом. С 2000 г. группа выпускается на основанном Тимом Армстронгом лейбле HellCat Records.

## История
В лагере критиков до сих пор нет единодушия: одни считают Rancid ещё одними, пусть и довольно талантливыми, подражателями Clash, другие упирают на политизированность их творчества, бьющую через край энергию, эффектные композиционные ходы. Как бы то ни было, стоит признать, что калифорнийцы Rancid все равно остаются одной из ключевых фигур реанимированного панка 90-х, изобилующего элементами ска и хардкора. Они никогда не стремились стать коммерческой сенсацией, гораздо больше ценя независимость и творческую свободу. Это помогло им сохранить доверие своих преданных фанов даже тогда, когда панк начал мало-помалу выруливать на середину мейнстрима.
Будущие основатели группы Rancid и большие фанаты панка Тим Армстронг (Tim Armstrong) и Мэтт Фримен (Matt Freeman) росли и учились вместе в небольшом рабочем городке Элбэни, в пригороде Беркли. Их первой командой, которая ставила перед собой серьёзные цели и дала ребятам неоценимый опыт, стала группа Operation Ivy, созданная ими в 1987 году. Ребята находились под сильным влиянием групп движения Oi!. Сегодня этих адептов ска-панка уже причисляют чуть ли не к лику святых. Гитарист и вокалист Армстронг скрывался под именем «Lint», бас-гитарист Фримен называл себя Мэттом Макколом, а компанию им составили барабанщик Дэйв Мелло (Dave Mello) и лид-вокалист Джесси Майклз (Jesse Michaels). В 1989 году группа Operation Ivy перестала существовать. Двое друзей на какое-то время присоединились к ска-панк-группе Dance Hall Crashers, потом попробовали поиграть в Downfall. Репетиции и выступления проходили по вечерам, а днём приходилось зарабатывать себе на жизнь. Несмотря на молодой возраст, отношения Тима Армстронга с алкоголем зашли уже настолько далеко, что ему пришлось лечиться от алкоголизма. Чтобы помочь товарищу устоять в этой неравной борьбе и переключить его внимание на то, что ему действительно интересно, Фримен предложил отказаться от дневной работы и отдавать все свободное время собственной музыкальной команде. Из этого дружеского жеста в 1991 году и выросла группа Rancid, принявшая в свои ряды также барабанщика Бретта Рида (Brett Reed), соседа Армстронга по квартире, хорошо знакомого им ещё со времён расцвета Operation Ivy.
Интенсивные репетиции позволили Rancid уже через считанные месяцы открыть гастрольный сезон и объездить с концертами Беркли и его окрестности. В 1992 году рекординговый лейбл Lookout! Records согласился опубликовать их дебютный ЕР «I’m Not the Only One», включавший пять песен. Как это часто случается, диск обладал относительной самостоятельной ценностью и мог послужить скорее приманкой для более крупной рыбы. Рыба клюнула — Бретт Гуревич (Brett Gurewitz), возглавлявший весьма уважаемый независимый лейбл Epitaph Records, предложил Rancid контракт на вполне комфортных условиях. В частности, музыканты получали самые широкие права по контролю над всем процессом создания своих альбомов.

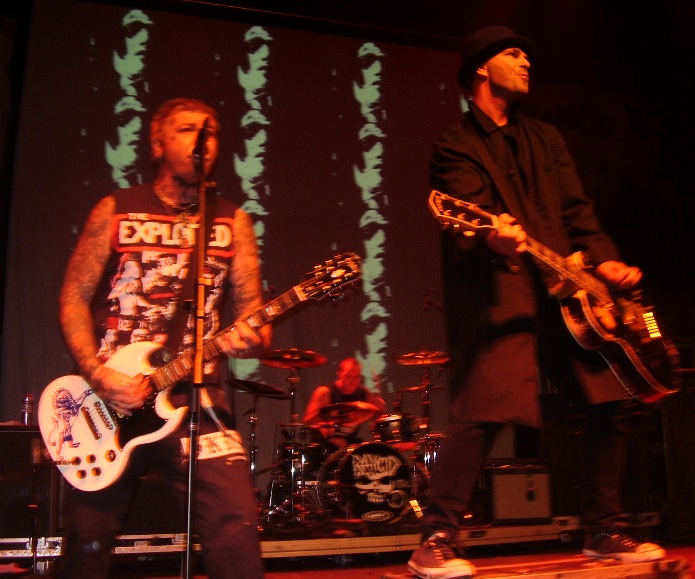
Ларс и Тим во время выступления Rancid в Ventura, Ca 24 сент. 2008 г.

В 1993 году «реаниматоры панка» подготовили свой полноформатный дебют «Rancid», образец крепкого хардкор-панка, проносящегося на быстрых скоростях и заигрывающего с ранним британским панком. Для промотура команде понадобился второй гитарист. На одном из концертов им на помощь пришёл даже Билли Джо Армстронг (Billie Joe Armstrong), фронтмен группы Green Day. Но в качестве постоянного участника музыкантам хотелось видеть в составе Ларса Фредериксена (Lars Frederiksen), который в прошлом играл в группе UK Subs, а в начале 90-х числился в команде Slip. Сначала Фредериксен отклонил приглашение присоединиться к группе, но как только Slip распались, изменил своё решение. И теперь уже квартет Rancid в составе Армстронг — Фримен — Рид — Фредериксен отправился в концертный тур сначала по США, а затем и по Европе.
Студийный дебют нового гитариста состоялся в начале 1994 года во время записи EP «Radio Radio Radio», сделанного больше для развлечения, чем по насущной необходимости. Заглавный трек «Radio» группа написала в соавторстве с тем самым Билли Джо Армстронгом. И только после этого Rancid взялись за второй студийный альбом «Let’s Go», подготовленный в конце 1994 года. Именно эта запись открыла панковскому андеграунду настоящих Rancid. А сами музыканты воспользовались этим альбомом, чтобы сказать громкое «спасибо» лондонским панкам конца 70-х, в особенности группе Clash. Энергия, напор — вот что в один голос отмечали рецензенты . «Иногда практически невозможно разобрать, что поет Тим Армстронг, хотя это и не имеет большого значения, — читаем в статье американского критика. — Главное, что хотят донести музыканты, заключено в гудящих гитарах и стремительном ритме».
Определённые симпатии вызвало творчество команды и у руководства MTV, во всяком случае, именно тогда видео Rancid впервые попало в эфир канала. Это был клип на известный сингл «Salvation».
За несколько месяцев лонг-плей «Let’s Go», к великому удивлению музыкантов, получил сначала золотой, а потом и платиновый сертификат. А при тогдашней моде на неопанк, подогретой вполне преуспевшими Green Day и Offspring, случилось неизбежное: интересы нескольких крупных лейблов сошлись на Rancid. Заполучить их стремились многие, даже лейбл Мадонны Maverick, а Epic Records, американские представители Clash, предложили для начала полмиллиона долларов. По некотором размышлении музыканты решили ничего не менять в своих взаимоотношениях с рекординговой индустрией, потому что ни одна компания не гарантировала им той свободы действий, которую предоставил им независимый лейбл Epitaph.
Тем более, как показало время, преуспеть можно и без лейба-мэйджора. Третий альбом квартета «…And Out Come the Wolves» (1995) подтверждал это как нельзя лучше. Даже его название (что-то вроде «…И тут появились волки») иронически обыгрывало тот хищнический азарт, который вызвало в муз.индустрии появление новой перспективной команды. Влюбленность в Clash на третьей пластинке была ещё более очевидна. Тем более что теперь она усиливалась острым интересом к возрождению оригинального ска (чем занимались, например, Specials), которому в своё время поспособствовали Clash. К этому времени Фредериксен все активнее участвует в жизни группы, выполняя при случае и обязанности вокалиста, а также все чаще становясь соавтором нового материала наряду с Армстронгом и Фрименом. Может быть, благодаря этому команда приобретает все более самостоятельное звучание. И хотя от упреков и подражательстве группу это не избавило, диск «…And Out Come the Wolves» был сыгран так энергично и убедительно, что группе готовы были простить все остальные недостатки. MTV и радиостанции принялись активно раскручивать сингл «Ruby Soho», свою долю популярности получили треки «Time Bomb» (Тор 10 в рок-чарте) и «Roots Radicals».
Когда альбом добрался до 35 позиции в рейтинге Billboard 200 и заполучил своего миллионного покупателя, Rancid выглядели одной из самых убедительных панк-групп на мировой панковской сцене. В 1996 году музыканты проехали по Америке с фестивальным туром Lollapalooza, а затем взяли заслуженный тайм-аут. Это был отдых от Rancid, но не от музыки. Фримен использовал передышку, чтобы поиграть в группе Auntie Christ вместе с Эксин Червенка (Exene Cervenka), бывшей вокалисткой группы Х. Тем временем Армстронг основал собственный лейбл Hellcat, подразделение Epitaph. На пару с Фредериксен они выискивали перспективные группы и занимались их продюсированием.
В 1998 году квартет вернулся с новой студийной попыткой «Life Won’t Wait», в которой элементы ска были ещё более акцентированы. В студии во время записи побывал целый цветник приглашенных вокалистов, включая участников ска-групп Specials и Hepcat, Дики Баррета (Dicky Barrett) из команды Mighty Mighty Bosstones и Роджера Мирета (Roger Miret) из Agnostic Front. Два трека создавались в студии на Ямайке. Запись не дотягивала до уровня «And Out Come the Wolves», но вполне удовлетворила ожидания фанов.
Приступая к своему пятому альбому, который решили назвать просто «Rancid», как и своего первенца, ребята, насколько могли, отдалились от ска и углубились в хардкор. 22 новых песни, исполненные скоростным методом, умещались всего в 40 минут. Панк-коммуна приняла LP «Rancid» с воодушевлением, но широкого отклика он не получил, разойдясь тиражом около 150 тысяч копий. За три года, отделявшие его от следующего релиза, музыканты успели не только подновить гастрольные маршруты, но и заняться собственными проектами. В частности Фредериксен в 2001 году записал альбом «Lars Frederiksen and the Bastards» вместе с группой Bastards, как понятно из названия. Базовый состав этой команды включает, кроме него, ещё и Тима Армстронга. Они играют и записывают как авторский материал, так и кавер-версии.
Летом 2003 года вскоре после начала Vans Warped Tour, снова пригласившего Rancid, в продаже появился новый лонг-плей команды — «Indestructible». Это были все те же хорошо знакомые калифорнийские панки: немного ска, много политики, много раздражения и вызова в вокале (который у Тима Армстронга улучшается от альбома к альбому), много страсти и большое внимание к мелодиям. Диск «Indestructible» оказался достаточно популярным и среди поклонников мейнстрима. 15-е место в чарте Billboard 200 — это лучший результат группы за всю её карьеру. Знакомство с новым лонг-плеем фаны начали с синглов «Fall Back Down» (#13 в рок-чарте) и «Red Hot Moon».
В феврале 2004 года команда собралась в новое мировое турне, которое началось месячным концертным забегом по Японии. Каждое выступление приносит Rancid новых поклонников, число которых, особенно среди совсем юных меломанов, растёт год от года. Одна из причин их популярности, по мнению музыкантов, в полной самоотдаче, как на сцене, так и на подготовительном этапе работы. «Мы принадлежим к тому типу групп, которые на 100 % верят в каждую песню, которую записывают», — говорит гитарист и вокалист Ларс Фредериксен.
7 апреля 2009 года в сети появился трек с предстоящего к выходу альбома «Let the dominoes fall» — Last One To die.
Сам альбом вышел 2 июня. В музыкальном плане он напоминает «Indestructible», хотя на нём присутствуют новые для группы элементы — акустические песни (с ,акустическими гитарами, акустическим басом, перкуссией и мандолиной). В оригинале альбома таких песен три, но в дополненном издании прилагается диск, где в акустике переиграны большинство песен с «Let the dominoes fall».

## Состав
- Тим Армстронг (Tim Armstrong) — вокал, гитара
- Мэт Фримэн (Matt Freeman) — бас, вокал (в некоторых песнях)
- Бренден Стейнэкерт (Branden Steineckert) — ударные
- Ларс Фредериксен (Lars Frederiksen) — гитара, вокал

- Бретт Рид временно покинул группу в ноябре 2006 года, его место занял Бренден Стейнэкерт из группы The Used.

## Дискография

### LP
| Год  | Название                   | Лейбл           | Позиция в чарте   | Формат         | Информация |
| ---- | -------------------------- | --------------- | ----------------- | -------------- | --- |
| 1993 | Rancid                     | Epitaph         | Не попал в чарты. | CD             | - Дебютный альбом. - Единственный альбом группы, не попавший в чарт Billboard. |
| 1994 | Let's Go                   | Epitaph         | #97               | CD             | - Первый альбом, записанный с гитаристом Ларсом Фредериксеном. - Поскольку в альбоме 23 трека, первоначально он задумывался как двойной, но потом Rancid решили поместить все песни на один CD. - Золотой альбом. |
| 1995 | ...And Out Come the Wolves | Epitaph         | #45               | CD             | - Самый успешный альбом Rancid. - Платиновый альбом. |
| 1998 | Life Won't Wait            | Epitaph         | #35               | CD             | |
| 2000 | Rancid                     | Hellcat         | #68               | CD             | - Первый альбом, выпущенный на лейбле Hellcat Records |
| 2003 | Indestructible             | Hellcat         | #15               | CD             | - Последний альбом, записанный "классическим" составом. |
| 2007 | B sides and C Sides        | Hellcat         | ...               | ...            | - Собранные воедино песни, не вошедшие ни в один из альбомов. |
| 2009 | Let the dominoes fall      | Hellcat         | #11               | CD             | - Работа над диском началась в январе 2008 года. - Альбом стал первым записанным с новым ударником. - Альбом спродюсирован Бреттом Гуревицем. - Альбом официально вышел 2 июня 2009.                              |
| 2014 | ...Honor Is All We Know    | Hellcat         | #20               | CD, LP, CS, DD | - Альбом официально вышел 24 октября 2014. |
| 2017 | Trouble Maker              | Hellcat/Epitaph |                   |                | |
| 2023 | Tomorrow Never Comes       | Hellcat/Epitaph |                   |                | Альбом официально вышел 2 июня 2023. |

### EP
- Rancid (1992)
- Radio Radio Radio (1993)
- Let Me Go (2000) — японский релиз

### Синглы
| Год  | Название             | Позиция в чарте | Позиция в чарте    | Позиция в чарте  | Альбом                         |
| ---- | -------------------- | --------------- | ------------------ | ---------------- | ------------------------------ |
| Год  | Название             | US Modern Rock  | US Mainstream Rock | UK Singles Chart | Альбом                         |
| 1992 | I’m Not the Only One | -               | -                  | -                | Rancid EP                      |
| 1993 | Hyena                | -               | -                  | -                | Rancid (1993)                  |
| 1994 | Nihilism             | -               | -                  | -                | Let’s Go                       |
| 1995 | Salvation            | 21              | -                  | -                | Let’s Go                       |
| 1995 | Roots Radicals       | 27              | -                  | -                | …And Out Come the Wolves       |
| 1995 | Time Bomb            | 8               | -                  | -                | …And Out Come the Wolves       |
| 1996 | Ruby Soho            | 13              | -                  | -                | …And Out Come the Wolves       |
| 1998 | Bloodclot            | -               | -                  | -                | Life Won’t Wait                |
| 1998 | Hooligans            | -               | -                  | -                | Life Won’t Wait                |
| 1998 | Brad Logan           | -               | -                  | -                | Chef Aid: The South Park Album |
| 2000 | Let Me Go            | -               | -                  | -                | Rancid (2000)                  |
| 2000 | GGF                  | -               | -                  | -                | Rancid (2000)                  |
| 2003 | Fall Back Down       | 13              | -                  | -                | Indestructible                 |
| 2004 | Red Hot Moon         | -               | -                  | -                | Indestructible                 |
| 2004 | Tropical London      | -               | -                  | -                | Indestructible                 |
| 2009 | Last One To Die      | -               | -                  | -                | Let The Dominoes Fall(2009)    |

### Другие релизы
- BYO Split Series, Vol. 3 (2002) — совместно с NOFX